# قطره تنفسی
قطره تنفسی (به انگلیسی: Respiratory droplet) ذره‌ای است که عمدتاً از آب تشکیل شده و به اندازهٔ کافی بزرگ است که پس از تولید شدن می‌تواند به سرعت به زمین بیفتد، که اغلب با قطری بزرگتر از ۵ میکرومتر تعریف می‌شود. قطره‌های تنفسی در نتیجهٔ تنفس، صحبت کردن یا آواز، عطسه، سرفه یا استفراغ می‌تواند به صورت طبیعی به‌وجود آیند یا از طریق روش‌های پزشکی تولید کنندهٔ ذرات معلق در هوا (AGP)، فلش توالت‌ها، اسپری یا دیگر فعالیت‌های خانگی به صورت مصنوعی می‌تواند تولید شود. این قطره‌ها ممکن است حاوی نمک، سلول و ذرات ویروسی باشند. آنها می‌توانند در نقاط مختلف دستگاه تنفسی تولید شوند؛ که این می‌تواند بر محتوای آنها تأثیر بگذارد. همچنین ممکن است بین افراد سالم و بیمار از نظر میزان مخاط، کمیت و چسبندگی آنها تفاوت‌هایی هست که می‌تواند در شکل‌گیری قطرات تأثیر گذار باشد.

## پیشینه
باکتری‌شناس آلمانی، کارل فلوژ، در سال ۱۸۹۹ نخستین کسی بود که نشان داد میکروارگانیسم‌های موجود در قطرات دفع شده از مجاری تنفسی وسیله‌ای برای انتقال بیماری است. در اوایل سدهٔ بیستم، اصطلاح «قطره فلوژ» تا مدتی برای اشاره ب ذراتی به اندازهٔ کافی بزرگ باشند تا کاملاً خشک نشوند استفاده می‌شد، تقریباً بزرگتر از ۱۰۰ میکرومتر.
مفهوم قطرات فلوژ به عنوان منبع اصلی و برداری برای انتقال بیماری‌های دستگاه تنفسی تا در دههٔ ۱۹۳۰ غالب بود تا اینکه «ویلیام اف. ولز» تفاوت بین قطرات بزرگ و کوچک را متمایز کرد.